# Metatactis griseobrunnea
Metatactis griseobrunnea är en fjärilsart som beskrevs av Antonius Johannes Theodorus Janse 1949. Metatactis griseobrunnea ingår i släktet Metatactis och familjen stävmalar. Inga underarter finns listade i Catalogue of Life.